# Sint-Georgiuskerk (Kruisland)
De Sint-Georgiuskerk of Sint-Gregoriuskerk is een kerkgebouw in Kruisland in de gemeente Steenbergen in de Nederlandse provincie Noord-Brabant. Het kerkgebouw staat aan de Langeweg 2. Ongeveer 60 meter naar het noorden ligt er een begraafplaats en op ongeveer 70 meter naar het zuidoosten staat de voormalige Nederlands Hervormde kerk (voorheen katholieke kerk) met kerkhof.
De kerk is gewijd aan Sint-Georgius.

## Geschiedenis
In de 15e eeuw werd er een katholieke kerk gebouwd, nadat aan het einde van de 15e eeuw heer van Breda het dorp had gesticht in de Kruislandse Polder. Deze kerk stond op de plaats van de latere Hervormde kerk.
In 1580 werd de rooms-katholieke pastoor verdreven, waarna de kerk vele jaren niet voor de eredienst werd gebruikt. Pas in 1648 werd het voorheen katholieke kerkgebouw toegewezen aan de hervormden. In 1651 werd ze als Nederlands Hervormde kerk in gebruik genomen.
In 1887 kwam in Kruisland de nieuwe katholieke kerk naar ontwerp van architect Jan Jurien van Langelaar gereed. Men voegde aan het schip in 1923 twee zijbeuken toe. In 1944 werd de kerk door de wegtrekkende Duitse bezetter opgeblazen. De kerk werd herbouwd en in 1958 weer in gebruik genomen.

## Opbouw
De georiënteerde bakstenen kruiskerk is in neogotische stijl opgetrokken en bestaat uit een westtoren, een driebeukig schip met vier traveeën in basilicale opstand, een transept met armen van twee traveeën en een koor van travee met zevenzijdige koorsluiting. De kerktoren heeft vier geledingen en wordt getopt door een ingesnoerde naaldspits. Het middenschip, het transept en het koor worden gedekt door een kruisdak met samengesteld zadeldak. De zijbeuken van het schip worden gedekt door lessenaarsdaken.